# 建康之战
建康之战，474年（刘宋元徽二年），刘宋桂阳王刘休范起兵反乱，被右卫将军萧道成等击败的作战。
474年五月十二日，宋桂阳王刘休范举兵起事。五月十六日，率众二万、騎五百自寻阳（今江西九江西南）出发，昼夜兼程，直扑建康（今南京），声称为惩员外郎杨运长、右军将军王道隆，无辜杀害建安王、巴陵王二王之罪，以慰冤魂。五月二十日，宋大雷戍主杜道欣急忙告变，朝廷震恐。宋帝刘昱，立即召集文武于中书省商议对策，右卫将军萧道成指出，刘休范轻兵东下，以朝廷无备，今应变之术，不宜远出，应该坚守城池。刘休范千里孤军，后无积粮，求战不得，自然瓦解。群臣表示赞同。刘昱命萧道成领前锋兵出屯新亭（今南京南），征北将军张永屯白下（今南京金川门外），前兖州刺史沈怀明屯石头（今南京市西清凉山）。萧道成来到新亭，连忙整修城垒，尚未完工，刘休范前军已于五月二十二日进至新林（今南京西南）。萧道成解衣高卧，以安众心，接着命宁朔将军高道庆、羽林监陈显达、员外郎王敬则率舟师与刘休范军接战，颇有斩获。刘休范自新林上岸，派部将丁文豪督兵前往攻打台城（宋帝居住的皇城），自领大军攻新亭。萧道成率将士拼力拒战，十分激烈。形勢严峻，众人有俱色，萧道成镇定自若，鼓励将士坚持战斗。萧道成屯骑校尉黄回与越骑校尉张敬儿献计诈降，萧道成同意。刘休范见对方二将来降，又听取了他们所谓的告密，高兴得相信了，不仅将其二子送给萧道成为质，还将黄回、张敬儿留在左右。刘休范亲信李恒、钟爽劝谏，未被刘休范采纳，黄回、张敬儿找到时机，乘刘休范饮酒无备之机，夺下刘休范防身刀将其杀死。其后，萧道成击灭刘休范部将杜黑骡等，余从悉平。